# سیلویس لئوپلد وایس

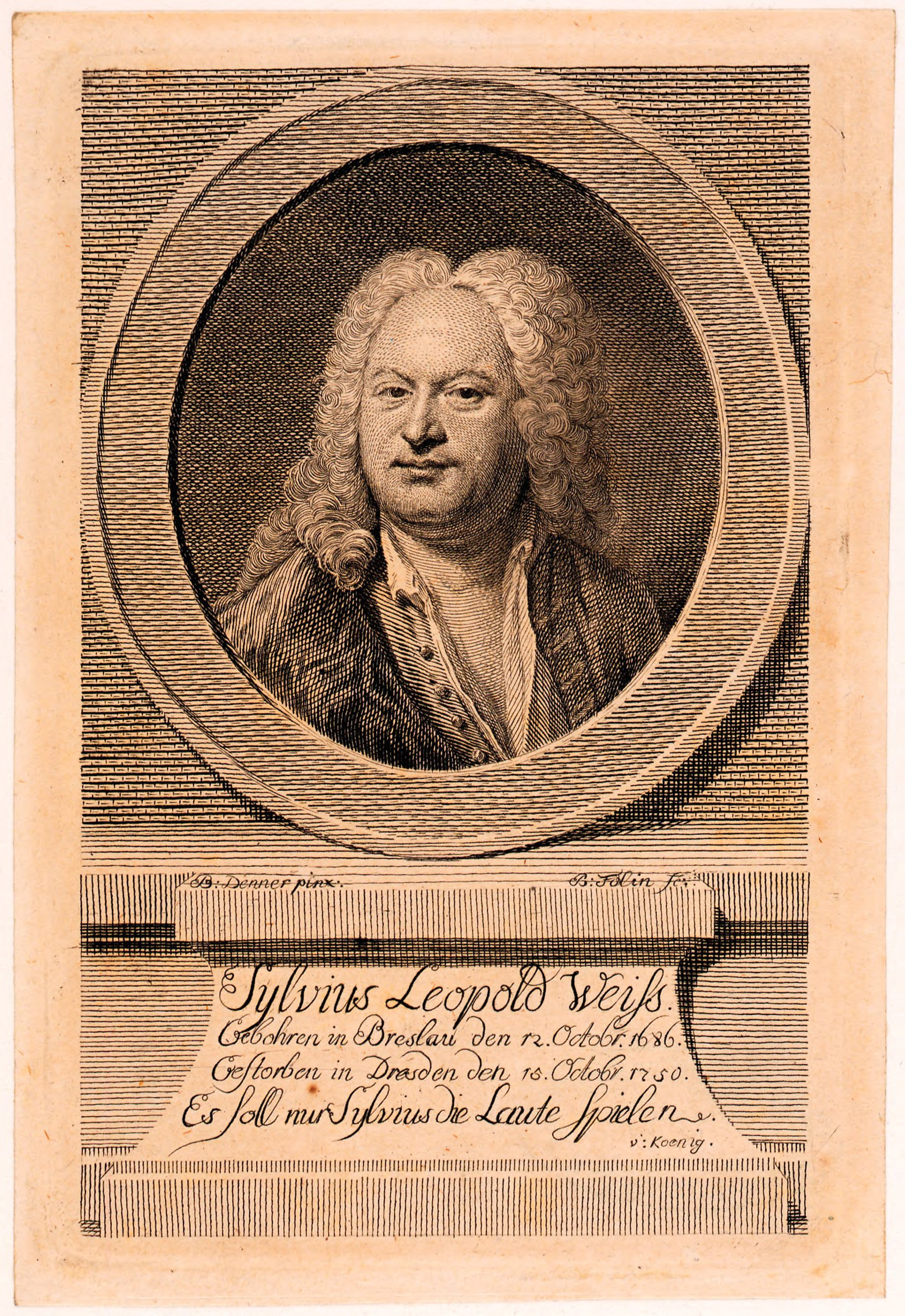
سیلویس لئوپلد وایس

سیلویس لئوپلد وایس (به انگلیسی: Sylvius Leopold Weiss) (زادروز ۱۲ اکتبر ۱۶۸۷-درگذشته ۱۶ اکتبر ۱۷۵۰) آهنگساز و نوازنده ساز لوت آلمانی در دورهٔ باروک بود. بسیاری وی را امروزه نیز به عنوان بزرگ‌ترین لوت نواز جهان تلقی می‌کنند. هنگامی که وایس هنوز جوان بود اجازه یافت شاهزاده الکساندر زوبیسکی را تا ایتالیا همراهی کند. پس از سال ۱۷۱۷ وی عضو ارکستر کوچک دربار درسدن در آلمان بود. از آن پس اقدام به مسافرت‌هایی برای انجام کنسرت در دوسلدرف، مونیخ، وین، پراگ و شهرهایی دیگر نمود. وی با یوهان سباستیان باخ شخصاً آشنایی داشت. هر دوی آنها در سال ۱۷۵۰ درگذشتند، سالی که به عنوان پایان عصر باروک تلقی می‌شود. وایس آثار بی شماری برای تکنوازی لوت خلق نمود.